# 화전동 (고양시)
화전동(花田洞)은 경기도 고양시 덕양구에 있는 행정동 및 법정동이다.

## 지명
화전동은 순우리말로 ‘꽃밭’이 되는 이름이다. 화전이란 이름이 처음 사용된 지는 최소한 250여년 전이다. 화전은 본래 도성인 한성의 주변지역으로 많은 관리들이 지나던 교통의 요지에 해당했는데 이곳에 꽃을 많이 심어 꽃밭, 즉 화전이 되었다고 한다. 이외의 지명유래에 대해서도 본래 화전은 ‘곶밖’이라는 설이 있다. 이것은 이 지역이 한강으로 튀어나온 지형 즉 ‘곶 밖’인데 이것이 발음이 어려워 꽃밭이 되었고 이를 한자로 옮기다 보니 화전이 되었다는 유래설이다. 향동동은 화전동의 동쪽에 있는 마을로 산을 경계로 하여 서울시 은평구와 이웃하고 있는 마을이다. 이곳은 화전과 같은 곳에서 꽃을 심었고 그 향내가 온 마을에 가득 하다고 하여 향동동이 되었다고 한다.

## 개요
화전동은 고양시 승격 이전의 화전읍의 중심마을이다. 화전동은 지리적인 위치가 서울의 수색과 고양시를 연결하는 중간지점에 해당하여 많은 시민들이 이곳을 지나 서울, 고양 지역을 왕래하고 있다. 이곳은 일반도로 교통은 물론, 경의중앙선이 지나고 있어 교통의 요지에 해당한다. 이곳의 중심지에는 4년제 대학인 한국항공대가 자리해 있고 인근에 대규모의 군시설 보호구역이 있어 이용할 수 있는 '가용면적'이 크지 않다. 마을의 주택들은 대부분 단층 단독주택이다. 이곳은 군 시설에 의한 규제와 개발제한구역 등으로 인해 1970년대에 지어진 주택들이 많으며 나머지 주택들도 신축보다는 보수 수리하여 주민들이 이용하고 있다. 관내에 이 지역의 주민들이 이용하고 있는 덕은초등학교, 덕양중학교 등의 초ㆍ중등교육기관이 있으며 사회복지관, 동사무소와 같은 기관들도 위치해 있다. 마을은 자연촌락의 형태를 보이는 곳과 준 도시화된 마을 2개로 구분된다. 상가들은 소규모 단위인데 대첩로 부근과 항공대 정문앞, 그리고 동산동으로 연결되는 화랑로 인근에 소재해 있다. 향동동은 화전동과 같이 여러 가지 규제에 의해 개발이 제한되어 있는 마을이다. 이 향동동은 서오릉이 있는 용두동에서 진입할 수 있고 이외에도 수색과 화전 방향에서도 들어갈 수 있다. 향동동의 주택들은 서울과 일산이 연결되는 대첩로에서 시작되어 서오릉으로 이어지는 봉산로 주변에 자리해있다. 봉산로 주변에는 소규모의 상가와 함께 농협이 자리해있고 마을버스도 이 도로를 주로 이용하고 있다, 멀리서 보면 이 향동동은 높은 산속에 자리한 골짜기 마을이 된다. 즉, 망월산과 봉산기슭에 긴 골짜기를 따라서 마을의 주택들이 자리잡고 있는 것이다. 집들이 차지하지 않은 곳은 비닐하우스, 밭, 논, 창고, 산이며 특히 산이 많은 면적을 차지한다. 이 지역의 주택들도 화전동과 마찬가지로 오래된 주택들이며, 대부분이 서울에서 생업에 종사하는 주민들의 비율이 높은 편이다.

## 법정동
- 화전동(花田洞)
- 덕은동(德隱洞)
- 향동동(香洞洞)

## 교육
- 덕은초등학교
- 덕은한강초등학교
- 향동초등학교
- 향동숲내초등학교
- 덕양중학교
- 덕은중학교
- 향동중학교
- 향동고등학교
- 한국항공대학교

## 아파트
| 단지명                         | 건설사       | 시행사               | 주소                         | 입주        | 비고 |
| ------------------------------ | ------------ | -------------------- | ---------------------------- | ----------- | ---- |
| DMC 호반베르디움 더 포레 2단지 | 호반건설     | 호반건설㈜           | 덕양구 향기2로 22 (향동동)   | 2019년 6월  |      |
| DMC 호반베르디움 더 포레 3단지 | 호반건설     | 호반건설㈜           | 덕양구 향기로 25 (향동동)    | 2019년 6월  |      |
| DMC 호반베르디움 더 포레 4단지 | 호반건설     | 호반자산개발㈜       | 덕양구 향기로 77 (향동동)    | 2019년 6월  |      |
| DMC 한강 호반써밋              | 호반건설     | ㈜동훈               | 덕양구 대덕산로 21 (덕은동)  | 2022년 12월 |      |
| DMC 자이 더 포레 리버뷰        | 지에스건설㈜ | ㈜화이트코리아산업   | 덕양구 대덕산로 21 (덕은동)  | 2022년 10월 |      |
| DMC 자이 더 리버               | 지에스건설㈜ | ㈜화이트코리아       | 덕양구 대덕산로 90 (덕은동)  | 2022년 11월 |      |
| DMC 한강자이 더 헤리티지       | 지에스건설㈜ | ㈜한성피씨건설       | 덕양구 대덕산로 20 (덕은동)  | 2022년 11월 |      |
| DMC 중흥S-클래스 더 센트럴     | 중흥건설     | 중흥건설             | 덕양구 향동1로 20 (향동동)   | 2020년 3월  |      |
| DMC 중흥S-클래스 한강숲        | 중흥토건㈜   | 중봉건설㈜           | 덕양구 대덕산로 123 (덕은동) | 2022년 9월  |      |
| DMC 리슈빌 더 포레스트         | 계룡건설산업 | ㈜에스더블유산업개발 | 덕양구 향기로 30 (향동동)    | 2019년 2월  |      |
| DMC 디에트르 한강              | 대방건설     | ㈜대방덕은           | 덕양구 대덕산로 70 (덕은동)  | 2022년 7월  |      |